# Oratorio de Birmingham
El Oratorio de Birmingham es un conjunto de edificios en Birmingham (Reino Unido) que incluye una iglesia de culto católico, situado en Hagley Road, y perteneciente a la Congregación del Oratorio de San Felipe Neri, que también rige el Oratorio de Brompton en Londres y el Oratorio de Oxford. Este conjunto de edificios es conocido popularmente como «Little Rome in Birmingham» (‘Pequeña Roma en Birmingham’). 

## Edificios

### Iglesia de la Inmaculada Concepción

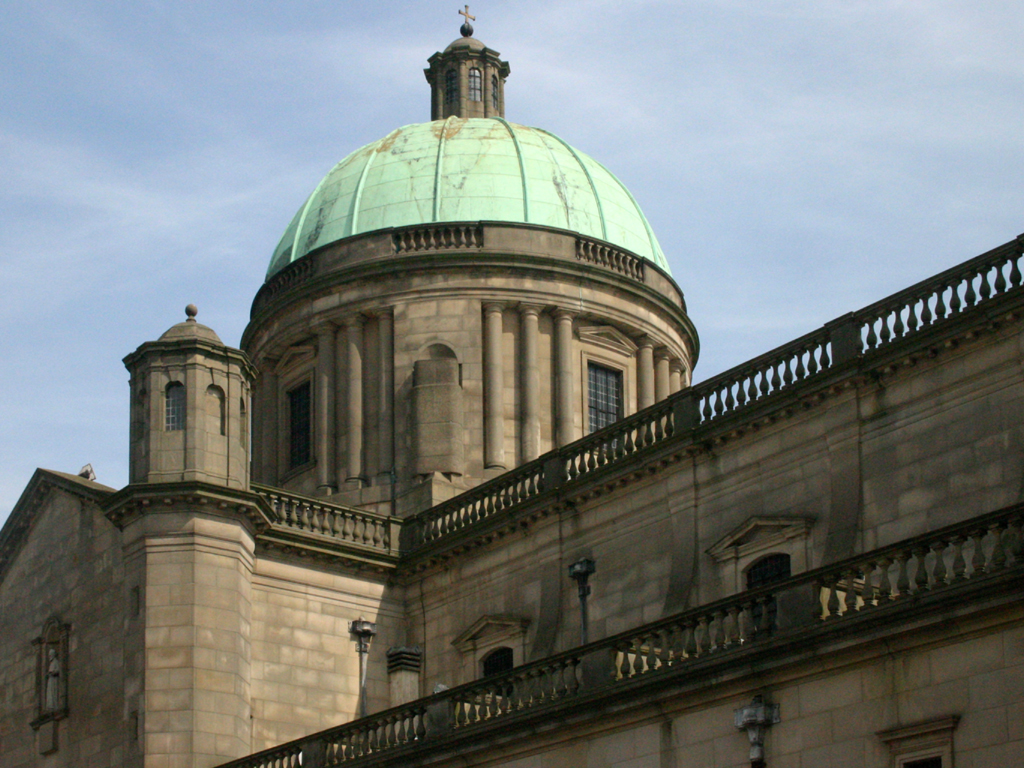
Cúpula de la iglesia del Oratorio.

La actual iglesia del Oratorio, advocada a la Inmaculada Concepción y proyectada por el arquitecto Edward Doran Webb, fue construida entre 1907 y 1910 en estilo neobarroco en memoria del cardenal John Henry Newman, fundador de la rama inglesa del Oratorio de San Felipe Neri, sobre otra original, de 1853 y ya modificada por John Hungerford Pollen entre 1858 y 1861. Está catalogado en grado II. De las obras de Pollen se conservan algunos de los altares y mobiliario y la capilla de San Felipe, en el lado sur. El altar de San Felipe Neri, en el lado norte data de 1930 y fue construido por G. B. Cox a imagen del de la Chiesa Nuova de Roma.
El órgano de la iglesia data de 1909 y fue fabricado por la empresa Rushworth & Dreaper de Liverpool. En 1987 sufrió una reconstrucción completa a cargo de Nicholson de Worcester.

### Residencia sacerdotal

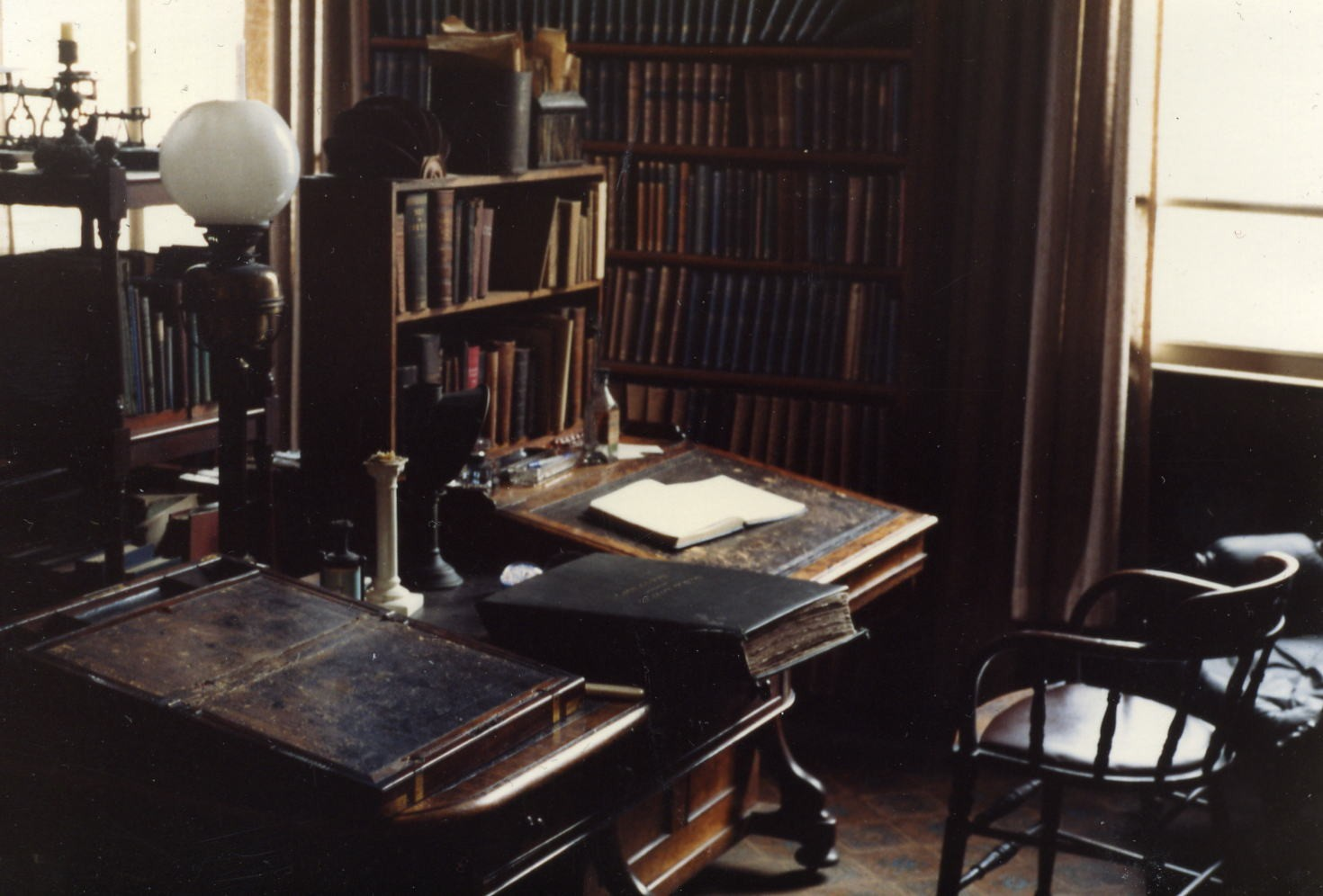
Escritorio del cardenal Newman en la residencia.

La residencia sacerdotal del Oratorio, edificada entre 1850 y 1851 dando fachada a Hagley Road, un edificio de ladrillo con adornos en piedra, de marcado estilo renacentista, está catalogada en grado II*. Fue la residencia del cardenal Newman entre 1852 y 1890, y allí se conservan sus habitaciones tal cual las usó, y sus papeles también están alojados en el edificio.

### Escuela de San Felipe
Situada al norte de la iglesia, el cuerpo principal fue edificado al mismo tiempo que la reforma de Pollen, bajo la dirección del arquitecto Henry Clutton, y en un estilo similar al de la residencia sacerdotal. También está catalogado en grado II*.

## Historia
El Oratorio de Birmingham fue fundado como institución por John Henry Newman en 1849, pero en una ubicación diferente a la actual: la iglesia de Santa Ana, en Alcester Street. Poco después se edificó la primera iglesia de Hagley Road, a donde se trasladó la institución en 1852. En 1887 los padres del Oratorio pusieron en funcionamiento una grammar school, la escuela de San Felipe.

### J. R. R. Tolkien
El escritor J. R. R. Tolkien, autor de El Señor de los Anillos, mantuvo durante su infancia una fuerte relación con el Oratorio. Primero de la mano de su madre Mabel, conversa al catolicismo junto a sus hijos, asistió al Oratorio desde 1900. Allí la familia Tolkien desarrolló una gran amistad con el padre Francis Xavier Morgan, que facilitó la asistencia del joven Ronald a la escuela de San Felipe cuando Mabel no pudo pagar las elevadas tasas de la King Edward's School; e incluso facilitó un hogar más confortable a la familia en Rednal, junto al cementerio del Oratorio en el ambiente campestre de las colinas de Lickey, cuando Mabel enfermó de diabetes.
El deseo de evitar que su familia retornara a sus futuros huérfanos al baptismo llevó a Mabel Tolkien a nombrar al padre Morgan tutor de Ronald y de su hermano Hilary. Así, tras la muerte de su madre en noviembre de 1904, los dos hermanos residieron en el Oratorio de manera transitoria: el lugar no estaba preparado para ser un orfanato, por lo que el padre Morgan arregló que los hermanos vivieran en casa de su tía Beatrice Suffield en Edgbaston, y más tarde en renta en otros lugares. Siguieron asistiendo regularmente al Oratorio, eso sí, aunque ambos hermanos acabaron su educación secundaria becados en la King's Edward. Ronald ingresó en el Exeter College de Oxford; y en 1916, con el matrimonio y el servicio militar en mente, el padre Morgan liquidó la testamentaría de Mabel Tolkien. El afecto de J. R. R. Tolkien por el Oratorio se mantuvo, sin embargo, durante toda su vida.

### Hechos de 2010
El papa Benedicto XVI visitó el Oratorio immediatamente después de la misa de beatificación del cardenal Newman, celebrada en Cofton Park (Birmingham), la mañana del 19 de septiembre de 2010. Sin embargo, la visita papal había sido empañada por unos hechos anteriores: a principios de año, el padre Paul Chavasse fue relegado tras mantener una «casta pero intensa» relación con un hombre. Poco después, dos sacerdotes y un hermano lego fueron relegados del Oratorio: uno, el padre Fenlon, siendo «exclaustrado a la fuerza» pues él no consintió con el movimiento. El Birmingham Post dijo que los tres eran populares entre los parroquianos, describió su relegación como inexplicable, y anunció la formación de un grupo de protesta: «Free The Birmingham Oratory Three» (‘liberad a los tres del Oratorio de Birmingham’).